# Histoires courtes des Centaures

## Le Visiteur
Deuxième histoire de la série Les Centaures de Pierre Seron. Elle est publiée pour la première fois dans le journal Spirou no 2072 (1977).

### Synopsis
Par une nuit glaciale, le jeune Ulysse, n'ayant mystérieusement que 2 jambes au lieu de 4 qu'on attend d'un centaure, est recueilli généreusement par une jeune femme.

### Publication
L'histoire est publiée dans l'album Les châtiments d'Hermès (MC Productions en 1988, réédité chez Jourdan en 1991) qui outre l'histoire éponyme comprend également La Dent couronnée et Les Hommes des bois.

## Les Hommes des bois
Troisième histoire de la série Les Centaures de Pierre Seron et Stephen Desberg. Elle est publiée pour la première fois dans le journal Spirou no 2072 (29 décembre 1977).

### Synopsis
Ulysse et Aurore surprennent un groupe de mortels complotant un guet-apens contre un comte.  

### Publication
L'histoire est également publiée dans l'album Les châtiments d'Hermès (cf. supra).

## Attelage de rêve
Septième histoire de la série Les Centaures de Pierre Seron et Mittéï. Elle est publiée pour la première fois dans le journal Spirou no 2175 (1979).